# Oktyabrsky (huyện của Primorsky)
Huyện Oktyabrsky (tiếng Nga: ? райо́н) là một huyện hành chính tự quản (raion), của Vùng Primorsky, Nga. Huyện có diện tích 1696 kilômét vuông, dân số thời điểm ngày 1 tháng 1 năm 2000 là 37200 người. Trung tâm của huyện đóng ở Pokrovka.